# راؤول تيتو
راؤول تيتو (بالإسبانية: Raul Tito)‏ هو لاعب كرة قدم بيروفي في مركز نصف الجناح، ولد في 5 سبتمبر 1997 في ليما في بيرو. لعب مع نادي يونيفرسيتاريو.

## وصلات خارجية
- راؤول تيتو على موقع قاعدة بيانات كرة القدم.إي يو (الإنجليزية)
- راؤول تيتو على موقع Soccerway.com (الإنجليزية)
- راؤول تيتو على موقع AS.com (الإسبانية)